# Cavalera Conspiracy
Cavalera Conspiracy je heavy metal sastav čiji su članovi iz Brazila, SAD-a i Francuske.

## Povijest sastava
Ubrzo nakon što su 2006., po prvi put nakon 12 godina, suosnivači Sepulture, braća Max i Igor Cavalera zajedno nastupili na pozornici, počeli su zajedno raditi, te su osnovali sastav sredinom 2007., uz Marca Rizza, te Joa Duplantiera iz sastava Gojira. U početku, Max je sastav nazvao Inflikted, no kako je već postojao jedan sastav s tim imenom, promijenjeno je u Cavalera Conspiracy.
Svoj debitantski album, nazvan Inflikted objavljuju 24. ožujka 2008. pod izdavačkom kućom Roadrunner Records. Na albumu, čiji je koproducent Logan Mader, gostovao je bivši basist Pantere Rex Brown, te Maxov pastorak Ritchie Cavalera. Također za debitantski singl "Sanctuary" u siječnju 2008. u Parizu je snimljen spot.
U lipnju 2008., na službenoj stranici sastava je objavljeno da Joe Duplantier, zbog snimanja novog studijskog albuma s Gojirom neće nastupati na nadolazećoj turneji, te da će ga zamijenit Johny Chow iz sastava Fireball Ministry.Između ostalih, na europskoj turneji nastupili su na Hellfest Summer Open Airu u Francuskoj, Download Festivalu u UK-u, te su bili predgrupa Judas Priestima, dok su u Sjevernoj Americi nastupili na Monsters of Rocku u Kanadi, te na Ozzfestu u Dallasu. Krajem 2010. godine snimili su drugi studijski album Blunt Force Trauma, koji je obavljen 29. ožujka 2011. Početkom 2014., basista Chowa zamjenjuje Nate Newton iz sastava Converge, koji bi trebao svirati na novom albumu, koji će prema najavama biti prvi Cavalerin grindcore album.
Godine 2021. sastav je napustio gitarist Marc Rizzo, koji je također napustio sastav Soulfly Maxa Cavalerae. Danas su braća Cavalera jedini članovi projekta. Godine 2023. ponovno su snimili prvi Sepulturov albumi Bestial Devastation i Morbid Visions. Godine 2024. objavljeno je da su ponovno snimili album Schizophrenia iz 1987.

## Članovi sastava
| Sadašnji članovi - Max Cavalera – vokal, ritam gitara (2007. – danas) - Igor Cavalera – bubnjevi (2007. – danas) Bivši članovi - Joe Duplantier – bas-gitara (2007. – 2010.) - Marc Rizzo – solo-gitara (2007. – 2021.) - Johny Chow – bas-gitara (2010. – 2013.) - Nate Newton – bas-gitara, vokal (2013. – 2015.) | Koncertni članovi - Igor Amadeus "Sorcerer" Cavalera – gitara (2011.), bas-gitara (2023. – danas) - Travjs "Eviscerator" Stone – bas-gitara (2022.), solo-gitara (2023. – danas) - Johny Chow – bas-gitara (2008. – 2010., 2015. – 2016.) - Zyon Cavalera – bubnjevi (2011.) - Greg Hall – bubnjevi (2011.) - Tony Campos – bas-gitara (2012. – 2013., 2014. – 2015., 2016. – 2017.) - Mike Leon – bas-gitara (2017. – 2022.), solo-gitara (2017.) - Daniel Gonzalez – gitara (2022.) - Dino Cazares – solo-gitara (2022.) |

## Diskografija
Studijski albumi
- Inflikted (2008.)
- Blunt Force Trauma (2011.)
- Pandemonium (2014.)
- Psychosis (2017.)
- Morbid Visions (2023.)
- Schizophrenia (2024.)

EP-ovi
- Bestial Devastation (2023.)

## Vanjske poveznice
- Službena stranica